# フランダース・レッド・エール

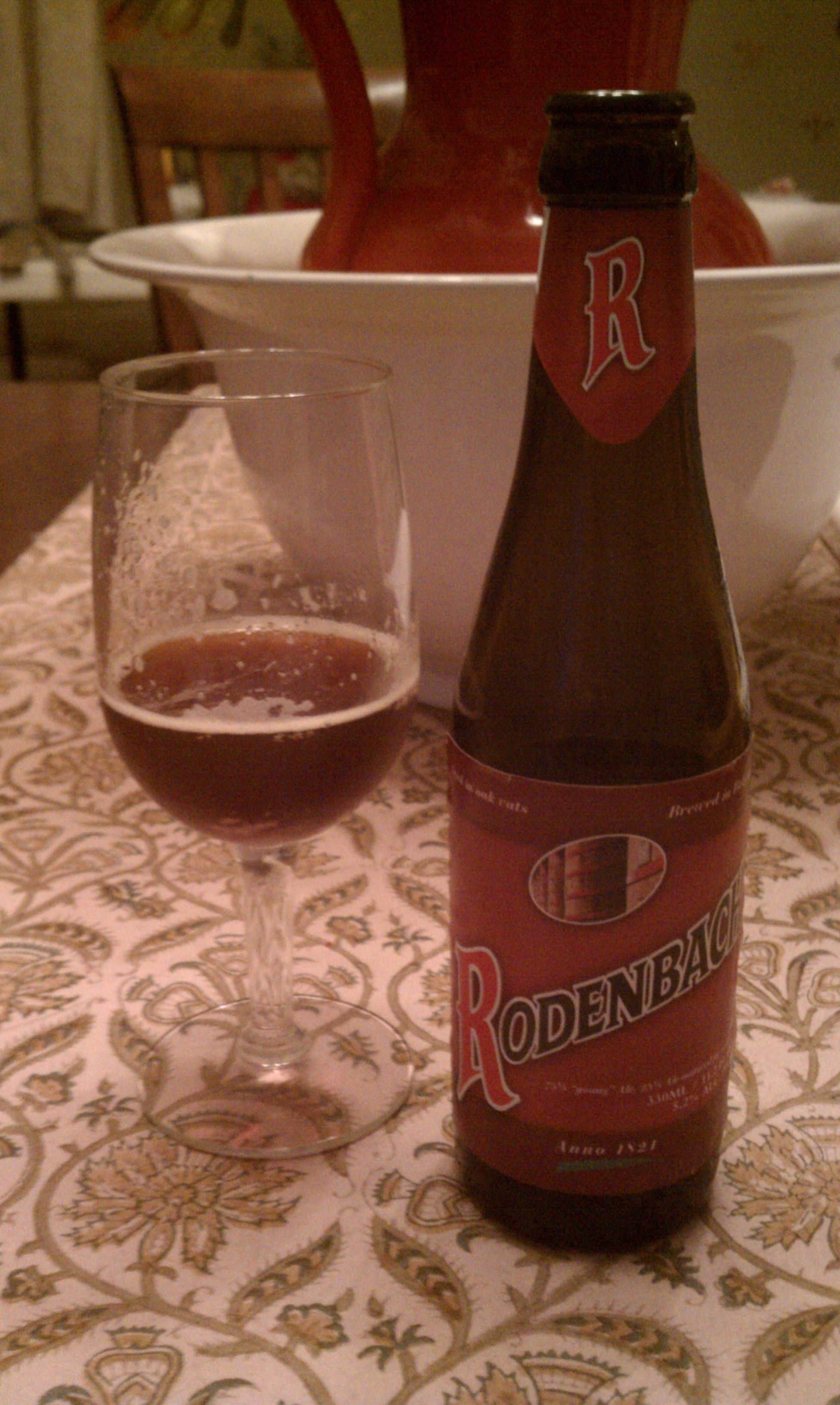
ローデンバッハ醸造所フランダース・レッド・エール

フランダース・レッド・エールは、ビールのスタイルの一つ。酸味のあるエールであり、大抵の銘柄はベルギーで醸造されている。サワー・ブラウン（英: Sour brown）とも呼ばれる。17世紀のイギリスのポーターと祖先を共にするビールではあるが、フランダース・レッド・エールはポーターとは別に発展していった。このビールはしばしば出芽酵母以外の有機的組織体を使って発酵させる。乳酸に起因する酸味のある特色を造り出すために乳酸菌を使うことが一般的。ビールに酢酸の特色を与えるためにしばしばオーク樽で1年かそれ以上の期間エイジングする。ユニークな色を与えるために特別な赤い麦芽が使われる。ビールに丸みとバランスを与えるために、熟成されたビールと若いビールを瓶詰め前に混ぜるということがしばしば行われる。
液色は真紅から茶色の間で透明。シトラスやサクランボ、プラム、レーズンという果実系芳香の混合の他、バニラやチョコレート系の芳香までもを持つ。ビールの酸味は芳香の中にも明確に感じることができる。
フランダース・レッド・エールは、その芳香と同様に強いフルーツのフレーバーを持つ。プラムやプルーン、レーズン、ブラックチェリーなどのフレーバーが基調となり、後からオレンジやスパイスのフレーバーを感じる。全てのフランダース・レッド・エールは、はっきりとした酸味をもつ。ただし、この特徴については穏やかな酸味から強い酸味までの幅がある。ホップの苦さは無いが、タンニンを持つのが一般的である。また、しばしばワインに似ていると表現される。とはいえ、それはこのスタイルのもつ独特な赤色の液色に由来するものであるとも考えられている。

## フランダース・レッド・エールの一例
- ローデンバッハ・クラシック
- ローデンバッハ・グランクリュ
- ヴァンデルギンスト・アウトブライン（VanderGhinste Oud Bruin）
- デュシェス・ド・ブルゴーニュ
- ビクトナール